# Garfield River
Der Garfield River ist ein Fluss im Westen des australischen Bundesstaates Tasmanien. 

## Geografie
Der elf Kilometer lange Garfield River entspringt an den Nordosthängen des Mount Sorell östlich des Macquarie Harbour und fließt nach Nordwesten. Rund drei Kilometer südlich der Siedlung Rinadeena mündet er in das Thomas Currie Rivulet.